# Kozani (periferie-district)
Kozani (Grieks: Κοζάνη) is een Grieks periferie-district (perifereiaki enotita) in de regio West-Macedonië . De hoofdstad is de gelijknamige stad, die tevens de hoofdstad is van de regio. Het departement had 155.324 inwoners (2001).

## Geografie
Het periferie-district is naar oppervlakte, maar vooral naar aantal inwoners het grootste van West-Macedonië. In het zuiden ligt het Stuwmeer van Aliakmonas en de rivier de Aliakmonas.

## Plaatsen[2]
| Plaats               | Hoofdplaats (vroeger) | Postcode | GEMEENTE         | Hoofdplaats van de gemeente |
| -------------------- | --------------------- | -------- | ---------------- | --------------------------- |
| Agia Paraskevi       | Agios Christoforos    | 502 00   | Eordaia          | Ptolemaïda                  |
| Aiani                |                       | 500 04   | Kozani           | Kozani                      |
| Askio                | Kaloneri              | 500 03   | Voio             | Siatista                    |
| Dimitrios Ypsilantis | Mavrodendri           | 502 00   | Kozani           | Kozani                      |
| Elimeia              | Krokos                | 500 10   | Kozani           | Kozani                      |
| Ellispontos          | Koilada               | 501 00   | Kozani           | Kozani                      |
| Kamvounia            | Tranovalto            | 505 00   | Servia-Velventos | Servia                      |
| Kozani               |                       | 501 00   | Kozani           | Kozani                      |
| Livadero             |                       | 500 09   | Servia-Velventos | Servia                      |
| Mouriki              | Emporio               | 500 05   | Eordaia          | Ptolemaïda                  |
| Neapoli (Kozani)     |                       | 500 01   | Voio             | Siatista                    |
| Ptolemaïda           |                       | 502 00   | Eordaia          | Ptolemaïda                  |
| Servia               |                       | 505 00   | Servia-Velventos | Servia                      |
| Siatista             |                       | 503 00   | Voio             | Siatista                    |
| Tsotyli              |                       | 500 02   | Voio             | Siatista                    |
| Velventos            |                       | 504 00   | Servia-Velventos | Servia                      |
| Vermio               | Komnina               | 500 06   | Eordaia          | Ptolemaïda                  |
| Vlasti               |                       | 500 09   | Eordaia          | Ptolemaïda                  |